# Svenska landsmål och svenskt folkliv
Svenska landsmål och svenskt folkliv är en tidskrift och årsbok som grundades år 1878 av Johan August Lundell, och utges av Kungliga Gustav Adolfs Akademien för svensk folkkultur i Uppsala.
Tidskriften innehåller främst artiklar om svenska dialekter, men även om svenskt folkliv, och innehåller också recensioner av publikationer inom området. 
Den utgavs fram till 1903 under namnet Nyare bidrag till kännedom om de svenska landsmålen och svenskt folkliv, och fick sitt nuvarande namn från och med 1904. Under en period stavades detta namn med formen ⟨ock⟩ i stället för nuvarande ⟨och⟩.
Sedan 1997 utges tidskriften av Kungliga Gustav Adolfs Akademien. Mellan 1999 och 2015 var Maj Reinhammar redaktör för tidskriften, och sedan 2016 är redaktörerna Fredrik Skott och Mathias Strandberg.